# 30991 Minenze
30991 Minenze è un asteroide della fascia principale. Scoperto nel 1995, presenta un'orbita caratterizzata da un semiasse maggiore pari a 2,9490069 UA e da un'eccentricità di 0,0646364, inclinata di 1,34259° rispetto all'eclittica.